# ده سراب
ده سراب، روستایی از توابع بخش کهن‌آباد شهرستان آرادان در استان سمنان ایران است.
لغتنامه دهخدا نوشته دهسراب دهی است از دهستان ارادان بخش گرمسار شهرستان دماوند. واقع در 9هزارگزی شمال خاور گرمسار. آب آن از حبله رود تأمین می شود. دارای 420 تن سکنه. (از فرهنگ جغرافیایی ایران ج 1).
زندگانی ساکنان دهسراب را در روزگاران، کشاورزی میسر نموده است و جوانان آن امکان تحصیل تا پایان ششم ابتدایی را داشته اند.
«دهسراب» جغرافیایی برجای مانده از تاریخ کهن «حبله رود» است. رازهای بسیار در سینه دارد. وجود زیرکن (دالانهای زیر زمینی که نقاطی را بهم‌ مرتبط مینماید) در جایجای دهسراب، حکایت اسرارآمیز کهنی است که اهمیت دهسراب را در تاریخ حبله رود برجسته میسازد. شوربختانه تاکنون تحقیقات جامعی پیرامون این شبکه های دفاعی-ارتباطی بی نظیر بعمل نیامده و این زیرکنها، طرح نابودی خود را کامل میکنند. مجاورت دهسراب با قلعه استوناوند که به تصریح یاقوت حموی، درازنای ۳۸۰۰ ساله دارد، اهمیت آنرا برجسته تر میسازد. قلعه استوناوند بر سر راه اصلی گرمسار به مازندران در حوالی رودخانه حبله رود در ۲۰ کیلومتری شمال شرق گرمسار در منطقه بنکوه ساخته شده است. گرچه امروزه در گویش محلی آنرا «خرابشهر» خطاب میکنند  . قلعه استوناوند، موضوع ارزنده ای برای اهل تحقیق فراهم خواهد نمود.
در خصوص سایر اختصاصات دهسراب نظیر اقوام، محصولات،... جز مطالب مختصر استاد فقید جناب دکتر نوش آذر اسدی ، تخقیق جامعی در دست نداریم.
خانوار اصلی روستا شامل: احمدی، امیری و اکبری بوده است. دکتر غ.ح. امیری و دکتر م.ح. احمدی را میتوان از جمله پزشکانی دانست که پدران شان در این روستا بدنیا آمده اند..
دریغا که تصمیمات، ویرانگر اصحاب سیاست در ایران، از اوایل دهه پنجم قرن شمسی اخیر، نوعی کراهیت نسبت به زندگی روستایی را در بین ساکنان روستاهای ایران بوجود آورد تا رشد مدنیت و جاذبه های رفاه و مصرفگرایی، میخ تابوت را بر پیکر روستاهای ایران بکوبد. دهسراب نیز در این زمان به متروکه ای تبدیل میشد که هیچ‌نسبتی با دوران شکوهش که تا اوایل دهه هفتاد ادامه داشت، ندارد. باغات خشکیده و مرارع چروکیده، میراثی است که هر از گاهی، کسی چوب حراج خود را بر فرقشان میکوبد و به بهای نازلی آنرا وامیگذارد.
دکتر محمدحسین احمدی مهرماه نود و هشت
1. گرمساران #Garmsaran #Garmsaran2 #aradan #آرادان #خاک_بی_بخت_و_درخت #گرمساران۲

## جمعیت
این روستا در دهستان کهن‌آباد قرار دارد و براساس سرشماری مرکز آمار ایران در سال ۱۳۸۵، جمعیت آن زیر سه خانوار بوده‌است.